# Heinbockel
Heinbockel is een gemeente in de Duitse deelstaat Nedersaksen. De gemeente maakt deel uit van de Samtgemeinde Oldendorf-Himmelpforten in de Landkreis Stade.
Heinbockel telt 1.428 inwoners.
Tot de gemeente Heinbockel behoort ook het circa 650 inwoners tellende dorp Hagenah (4 km ten zuiden van Heinbockel zelf).

## Geografie, infrastructuur
Enkele kilometers ten westen van Hagenah ligt een uitgestrekt, moerassig hoogveengebied met de naam Hohes Moor. Het gebied is een 862 hectare groot natuurreservaat, zie onderstaande link. Sinds 2001 wordt er aan natuurherstel gedaan d.m.v. vernatting, het onder water zetten van afgegraven stukken veen.
Door Hagenah loopt de Bundesstraße 74, die van Bremervörde naar Stade leidt. Over deze weg rijdt ook de streekbus van en naar Stade, de belangrijkste vorm van openbaar vervoer in de gemeente.
Direct ten zuiden van Hagenah loopt de Schwinge, een kleine zijrivier van de Elbe, die stroomafwaarts Stade doorkruist.

## Toerisme
In de omgeving zijn beperkt fiets- en wandelroutes aanwezig. Via de website van de Samtgemeinde kunnen deze worden gedownload.
In de dorpskern van Heinbockel staat de, niet alleen bij jongeren, populaire uitgaansgelegenheid Musikladen Heinbockel, die publiek aantrekt tot van enkele tientallen kilometers afstand.

## Geschiedenis
Bij Hagenah is een steenkist uit de Bronstijd ontdekt. Deze bleek een grafgift, een bronzen bijl te bevatten, die door archeologen gedateerd is in de periode 1.500–1.250 vóór de jaartelling.
Tot circa 1970 waren Heinbockel en Hagenah overwegend boerendorpen, met daarnaast enige werkgelegenheid in de bouwnijverheid. Daarna vestigden er zich woonforensen, die een werkkring elders hebben, vooral te Hamburg. Dit leidde tot uitbreiding van beide dorpen.

## Afbeeldingen

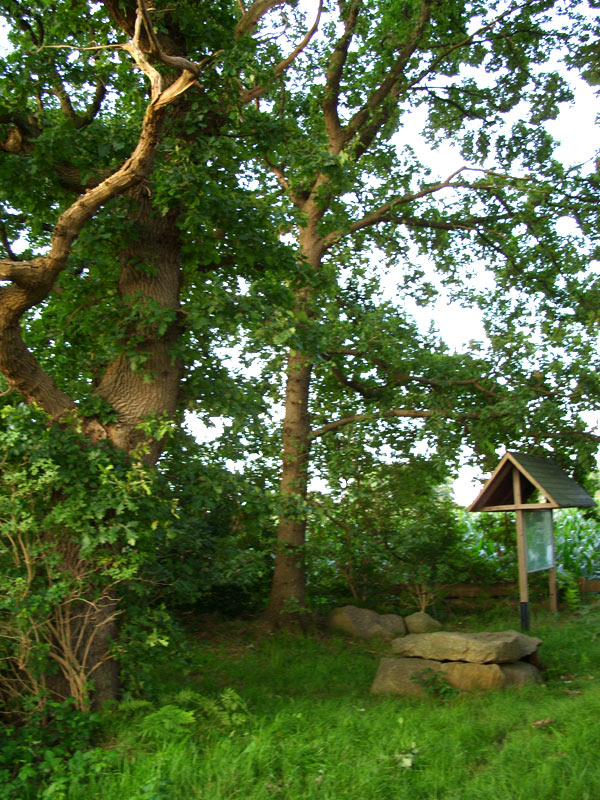
Steenkist van Hagenah (1)
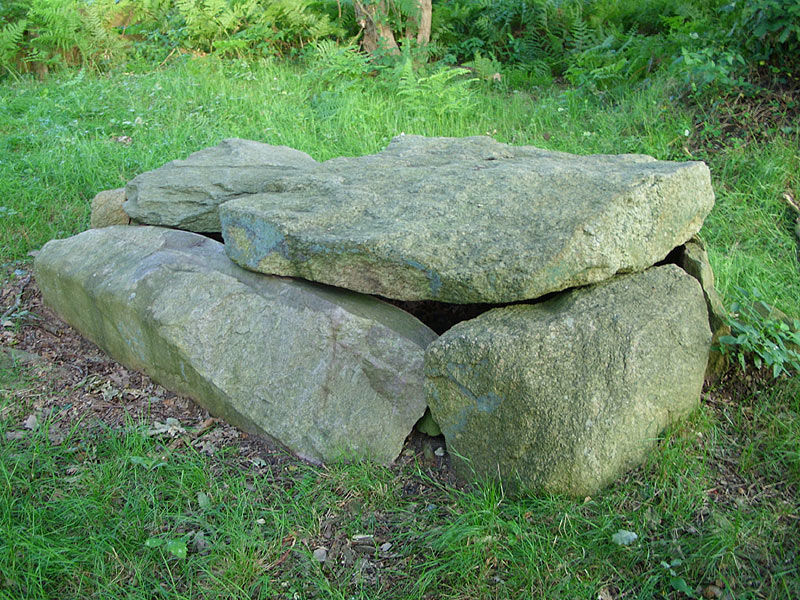
Steenkist van Hagenah (2)
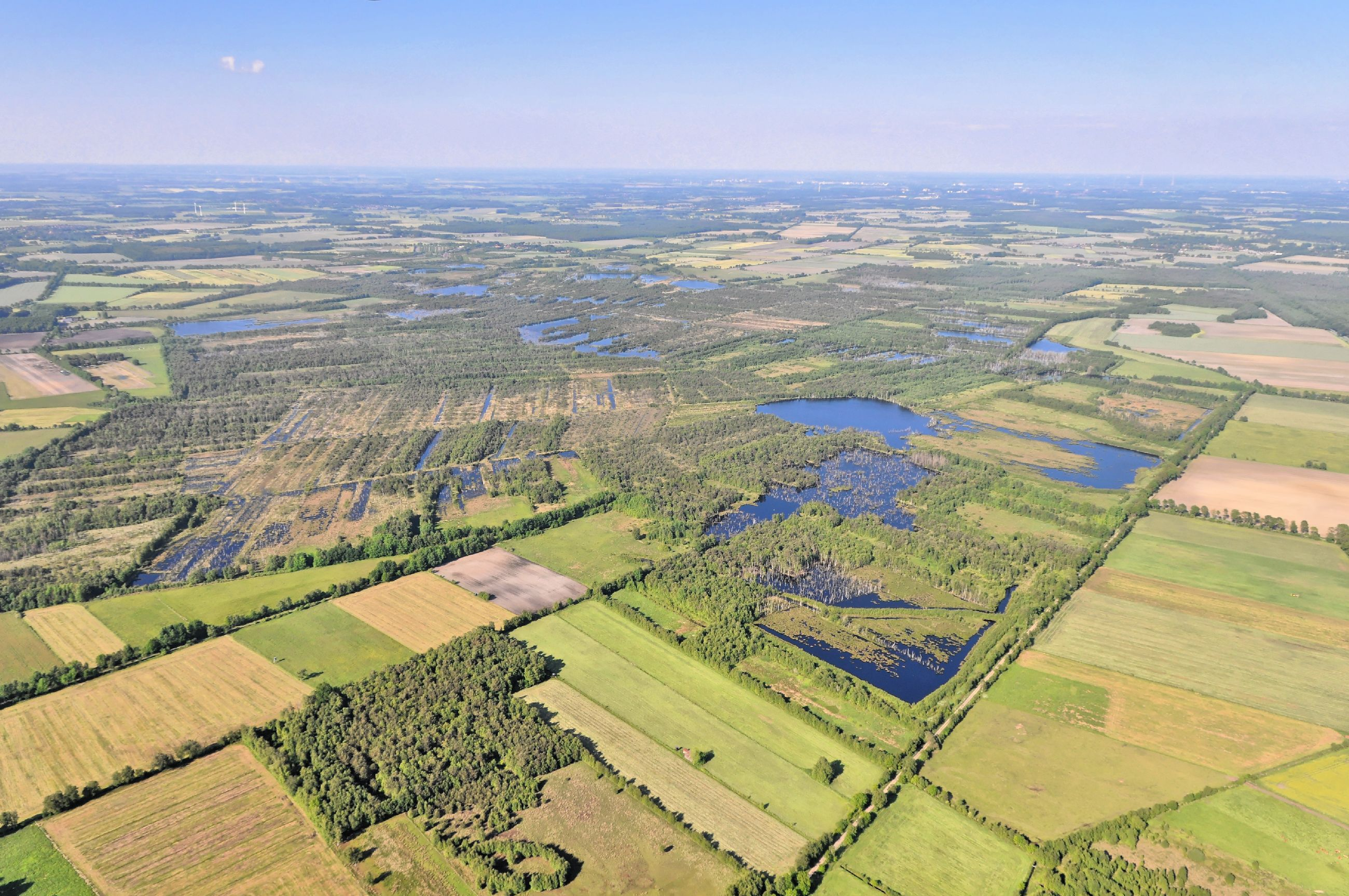
Luchtfoto (2013) van hoogveengebied Hohes Moor